# 吉本晴彦
吉本 晴彦（よしもと はるひこ、1923年（大正12年）9月30日 - 2017年（平成29年）5月30日）は、日本の実業家。元大阪マルビル会長。「大日本どケチ教」の教祖。

## 経歴
大阪・梅田の大地主の家に生まれ、祖父彦太郎に「どケチ道」を仕込まれた。学徒動員された経験を持ち、中国で終戦を迎えた。復員後に不動産業を始めた。1946年（昭和26年）、同志社大学経済学部卒業と同時に不動産事業を興し、吉本土地建物株式会社社長に就任。
1970年（昭和45年）、自分の半生に基づいてケチを勧めた著書「どケチ人生」がベストセラーになり、1973年に「大日本どケチ教」を設立して教祖に就任した。元サントリー副会長の鳥井道夫、森下仁丹社長だった森下泰とともに「大阪の三ケチ」と呼ばれた。
1976年（昭和51年）には国鉄（現在のJR）大阪駅近くに円形型ビル「大阪マルビル」が完成。ビルを管理する大阪マルビルの社長などを務めた。ビル内のホテルの稼働率は高かったが、円形のため建設コストが高くつき、借金の返済負担が重くのしかかった。バブル期の絵画や不動産投資の失敗などもあって、会社は2004年（平成16年）に産業再生機構の支援が決定。その後、大和ハウス工業の子会社となった。
大阪商工会議所常議員のほか関西経済同友会幹事など歴任。黄綬褒章、大阪府知事表彰など受賞も多数。
自身やサントリーの鳥井道夫のほか、京都近鉄百貨店社長の若林誠郎、メルボ紳士服の清水貞夫といった関西の財界人や祇園・先斗町の元芸子ら、同じ大正12年（1923年）生まれで構成する「いのしし会」のメンバー間で交友があった。

## 著書
- 『どケチ人生』
- 『どケチ商法』
- 『どケチ革命』
- 『どケチ生活術』